# شهرداری لانچخوتی

پرچم شهرداری لانچخوتی

شهرداری لانچخوتی

شهرداری لانچخوتی (گرجی: ლანჩხუთის მუნიციპალიტეტი) یکی از شهرداری‌های ناحیه گوریا در گرجستان است. مرکز اداری آن لانچخوتی است.
جمعیت: ۳۱۴۸۶ (سرشماری ۲۰۱۴) 
مساحت: ۵۳۳ کیلومتر مربع